# 集安駅
座標: 北緯41度08分02秒 東経126度11分56秒 / 北緯41.133909度 東経126.198891度
集安駅（しゅうあん-えき）は中華人民共和国吉林省通化市集安市にある中国国鉄瀋陽鉄路局が管轄する鉄道駅である。

## 利用可能な鉄道路線
中国鉄路総公司
梅集線
朝鮮民主主義人民共和国鉄道省
満浦線

## 歴史
- 1939年 - 開業。[1]

## 隣の駅
中国鉄路総公司
梅集線
陽岔駅 - 集安駅
朝鮮民主主義人民共和国鉄道省
満浦線
満浦青年駅 - （集安鴨緑江国境鉄道大橋） - 集安駅